# Campionati mondiali di pattinaggio di velocità su distanza singola 2025 - Inseguimento a squadre maschile
L'evento dell'inseguimento a squadre maschile dei campionati mondiali di pattinaggio di velocità su distanza singola 2025 si è svolto il 14 marzo 2025 al Vikingskipet di Hamar, in Norvegia.

## Risultati
| Pos | Pair | Corsia | Nazione                                                         | Tempo      | Diff  |
| --- | ---- | ------ | --------------------------------------------------------------- | ---------- | ----- |
| 1   | 3    | s      | Stati Uniti Casey Dawson Emery Lehman Ethan Cepuran             | 3:39.24 TR |       |
| 2   | 3    | c      | Italia Davide Ghiotto Michele Malfatti Andrea Giovannini        | 3:41.17    | +1.93 |
| 3   | 4    | s      | Paesi Bassi Chris Huizinga Beau Snellink Marcel Bosker          | 3:41.91    | +2.67 |
| 4   | 2    | c      | Giappone Motonaga Arito Shomu Sasaki Riku Tsuchiya              | 3:44.79    | +5.55 |
| 5   | 1    | c      | Belgio Jason Suttels Indra Médard Bart Swings                   | 3:45.09    | +5.85 |
| 6   | 2    | s      | Cina Liu Hanbin Wu Yu Pan Baoshuo                               | 3:45.10    | +5.86 |
| 7   | 1    | s      | Francia Timothy Loubineaud Valentin Thiebault Germain Deschamps | 3:45.16    | +5.92 |
| -   | 4    | c      | Norvegia Sander Eitrem Sigurd Henriksen Peder Kongshaug         | DNF        | DNF   |